# Electrophaes zaphenges
Electrophaes zaphenges là một loài bướm đêm trong họ Geometridae.